# Droga międzynarodowa M17 (Ukraina)
Droga magistralna M17 (ukr. Магістраль M17) − droga na Ukrainie prowadząca z Chersonia do Cieśniny Kerczeńskiej (gdzie jest prom do Rosji) o długości 430 km i składająca się z drogi europejskiej E58 i E97, która przechodzi przez południową Ukrainę.